# Filipos
Filipos o Filips (grec antic: Φιλίπποι, llatí: Philippi) fou una ciutat de Macedònia fundada per Filip II de Macedònia, pare d'Alexandre el Gran, del qual pren el nom. És coneguda perquè va ser l'escenari de la batalla de Filipos, on Marc Antoni i Octavià derrotaren les forces dels assassins de Juli Cèsar, capitanejades per Brutus i Cassi. Les ruïnes de l'antiga ciutat, situades a la vila de Krinides, foren designades com a Patrimoni de la Humanitat de la UNESCO el 2016. Es troba a uns cinc quilòmetres a l'est es troba la moderna població de Fílipi, continuadora del nom.

## Història
La zona de la vall del riu Angites, inicialment poblada per tribus tràcies, fou intensament colonitzada per grecs de l'illa de Tasos, que establiren la Perea Tàsica amb la intenció d'explotar les nombroses mines d'or del Pangèon i altres zones muntanyoses de l'entorn. Sembla, efectivament, que cap al 360 aC els colons tasis establiren una colònia sota l'actual Filipos, que rebé el nom de Crènides, segons alguns identificable amb Dàton. El 356 aC, després de conquerir Amfípolis, Pidna i Potidea, Filip es disposà a conquerir-la amb la intenció de dominar les mines de la zona. Per protegir-la de les tribus tràcies, fou engrandida i fortificada, i refundada sota el nom de Filipos en honor del seu patró.
L'any 167 va ser ocupada pels romans, encapçalats per Luci Emili Paule, i va passar a fer part de la nova província romana de Macedònia. El 42 aC, la ciutat fou escenari de la batalla de Filipos, lliurada entre els defensors del llegat de Juli Cèsar, el seu company Marc Antoni i el seu nebot i fill adoptiu Octavià, contra el bàndol dels defensors de l'orde republicà, liderat per Brutus i Cassi. Brutus vencé Octavià, però Marc Antoni va derrotar Cassi i els cesarians es proclamaren vencedors. La posició de les tropes en batalla respecte de la ciutat és descrita amb detall per Apià.
Després de rebre, l'any següent de la batalla, el rang de colònia de dret itàlic sota el nom de Colonia Victrix Philippensium, l'any 27 aC August la reanomenà com a Colonia Julia Augusta Philippi. El pas de la Via Egnatia per Filipos, la seva posició geogràfica, el favor imperial i la seva riquesa van contribuir al creixement de la ciutat.
Segons el Nou Testament, l'any 49 o 50 la ciutat va ser visitada per l'apòstol Pau amb motiu del seu segon viatge, quan per primera vegada sant Pau trepitjà el continent europeu. A través dels Fets dels Apòstols i la carta als Filipencs, els primers cristians van arribar a la conclusió que Pau hi havia fundat la seva comunitat. Juntament amb Silas, Timoteu i possiblement Lluc, l'autor dels Fets dels Apòstols creu que la visita de Pau a Filips representa la primera vegada que es va predicar en territori europeu. Segons el Nou Testament, Pau va visitar la ciutat en dues ocasions més, l'any 56 i el 57. La Carta als Filipencs data vora el 61 i 62 i es creu que mostra l'efecte immediat de la instrucció de Pau.
Quan Macedònia fou dividida en dues províncies per Teodosi el Jove, Filips fou la capital de Macedònia Primera. El 473 fou assolada pels gots que van causar milers de mort a la rodalia. El 619 fou destruïda per un terratrèmol i ja no es va recuperar encara que possiblement fou seu d'una esquadra romana d'Orient al segle viii i començaments del ix. El 838 va passar als búlgars i els romans d'Orient van provar de recuperar-la per la seva posició estratègica. El 969 tornava a estar en mans dels romans d'Orient i Nicèfor II Focas va restaurar les fortificacions i l'acròpoli.
Vers el 1205 va caure en mans dels llatins, que uns anys després la van perdre davant els serbis. El pretendent romà d'Orient Mateu Cantacuzè va ser capturat en aquesta ciutat pels serbis el 1354. En data desconeguda, probablement al segle xv, va quedar abandonada. Els turcs es van establir a la rodalia a un llogaret que es va anomenar Felibedjik, actualment Fílipi. La vila que acull les ruïnes fou batejada amb el nom de Krínides pel nom original de la ciutat.